# Austin 10
O Austin 10 foi um pequeno sedã de quatro portas lançado em 19 de abril de 1932 pela Austin Motor Company, sendo o melhor em vandas da marca com produção e atualizações até o ano de 1947. Ele foi um complemento da linha entre o Austin Seven introduzido em 1922 e o Austin Twelve que recebeu uma atualização em 1931.

## Uso naSegunda Guerra Mundial
Durante a Segunda Guerra Mundial o modelo recebeu uma especificação para atuar junto às Forças Armadas do Reino Unido, foram feitas modificações nas versões sedã e pickup para se adequarem ás necessidades das forças britânicas. Neste período eles ficaram conhecidos como "Tillies".

## Galeria

Os primeiros 10
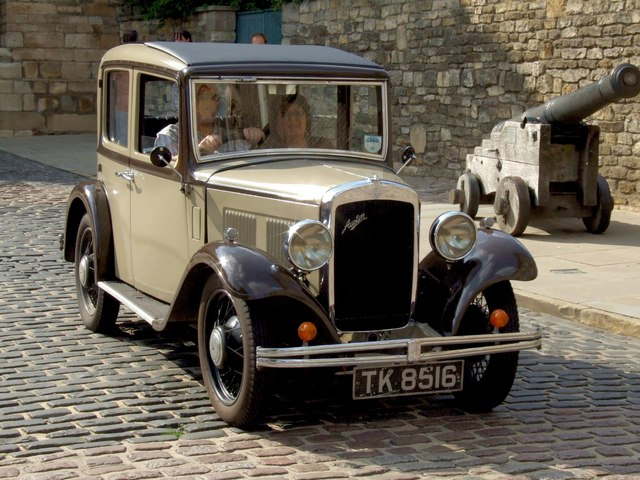
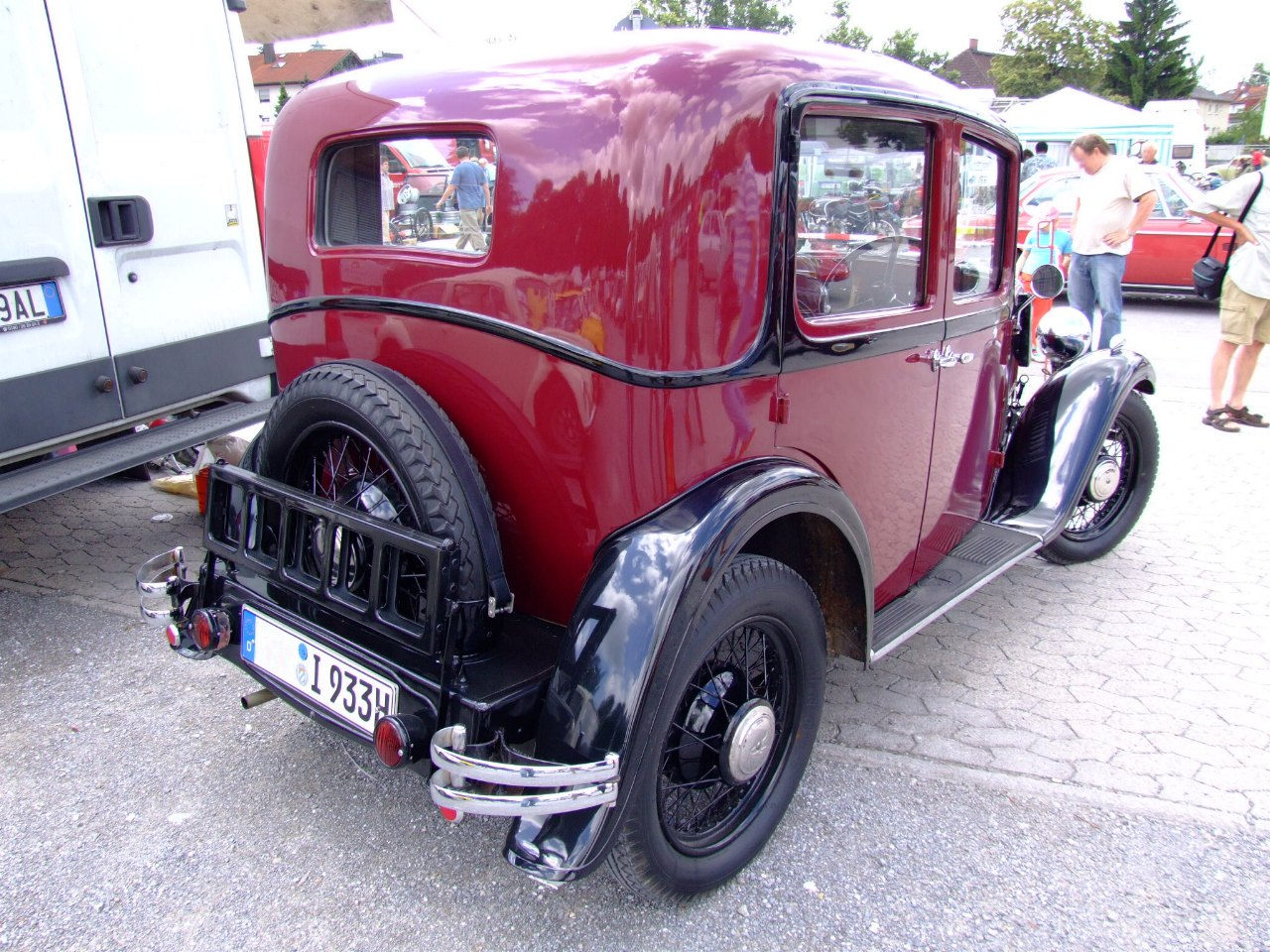
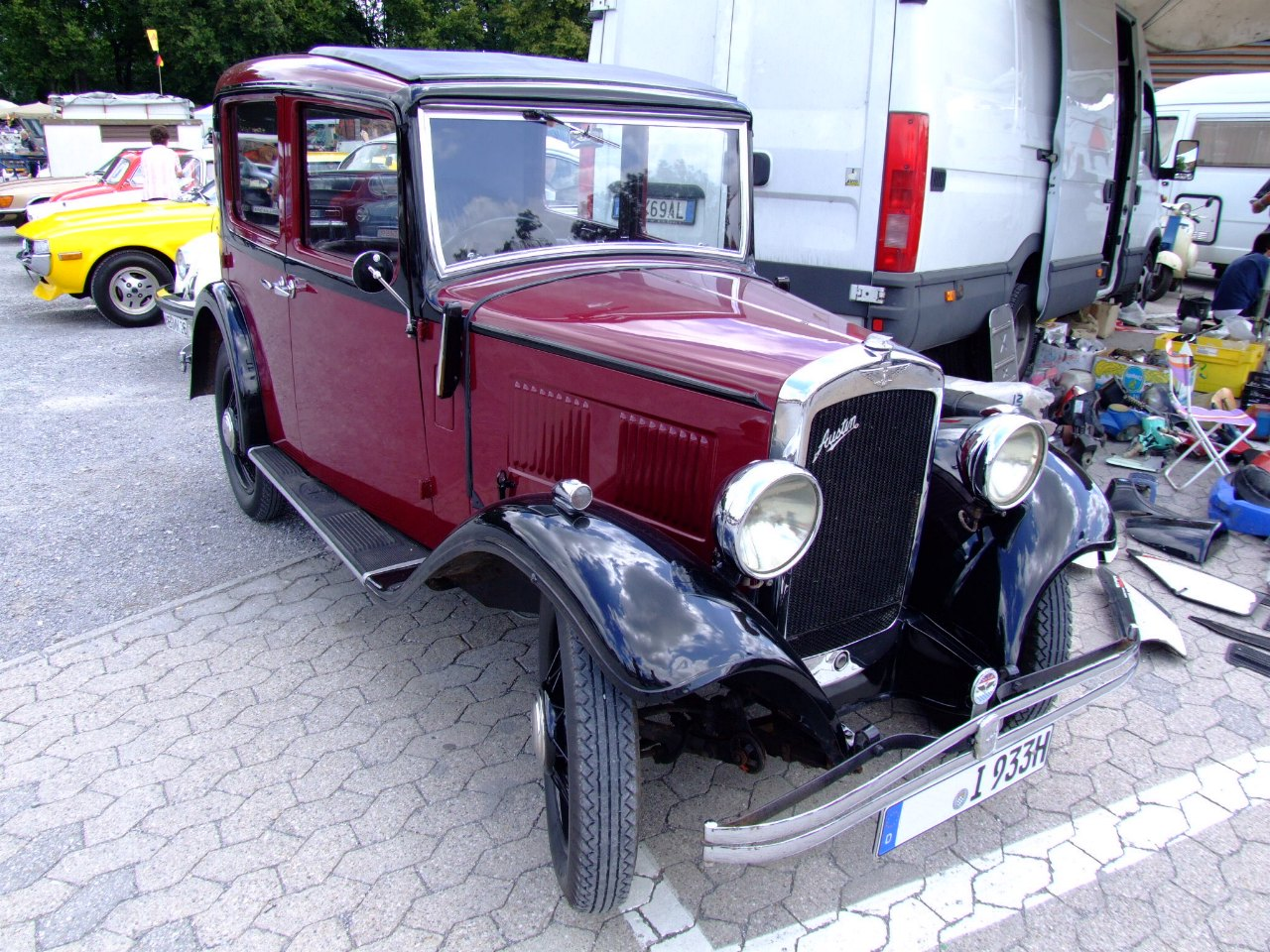

Variantes
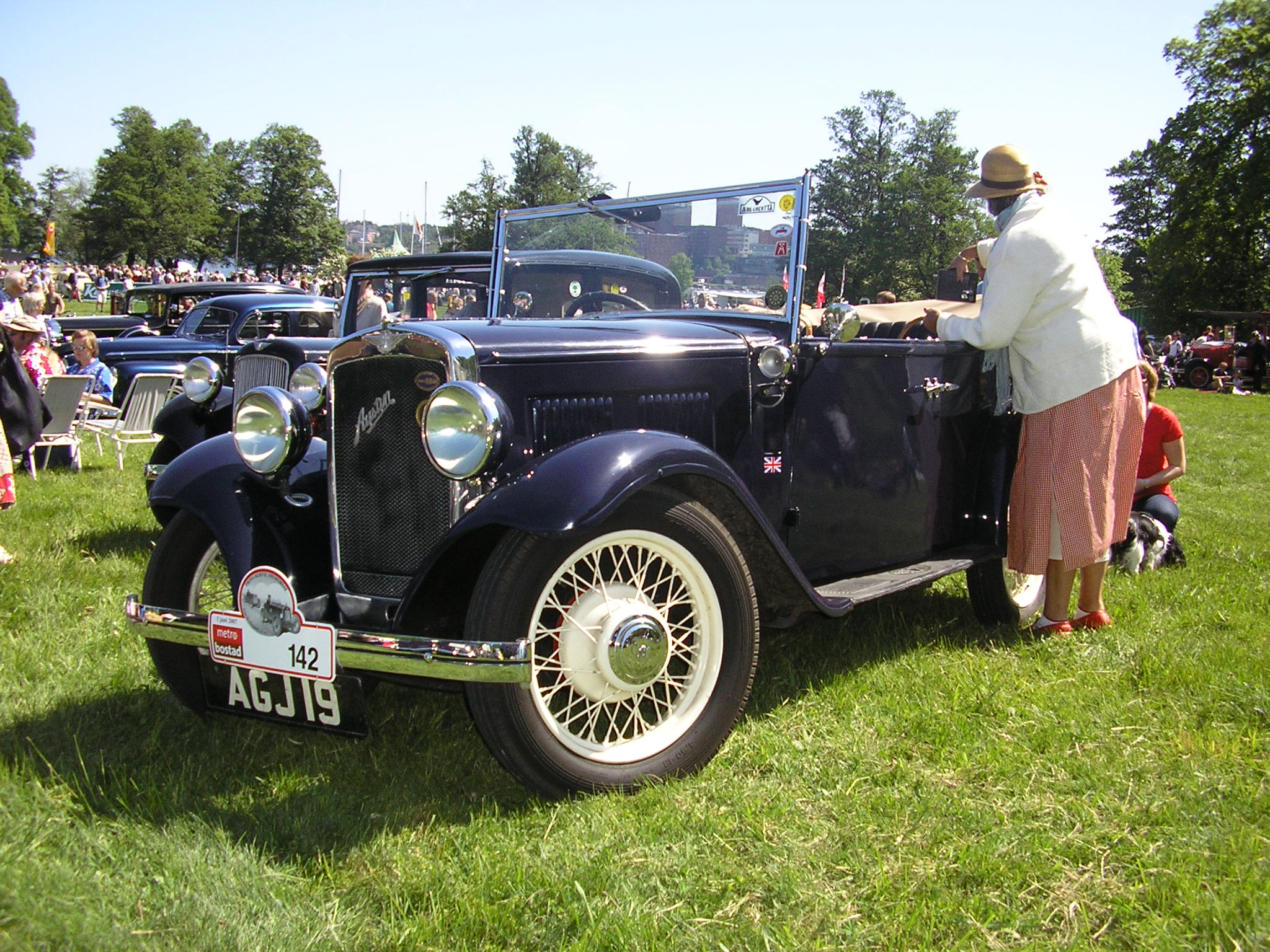
Open Road turismo (Tourer)
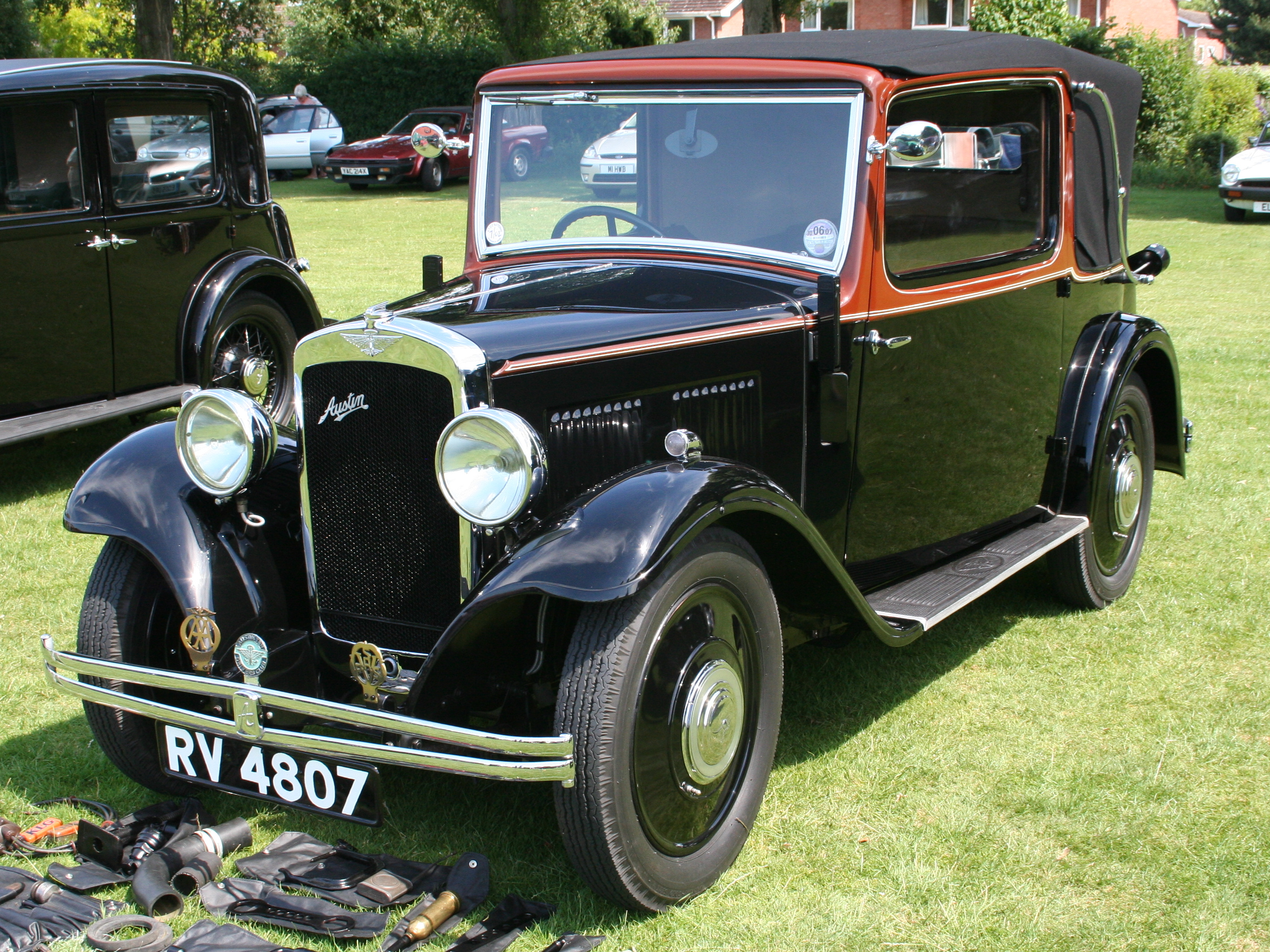
Colwyn cabriolet
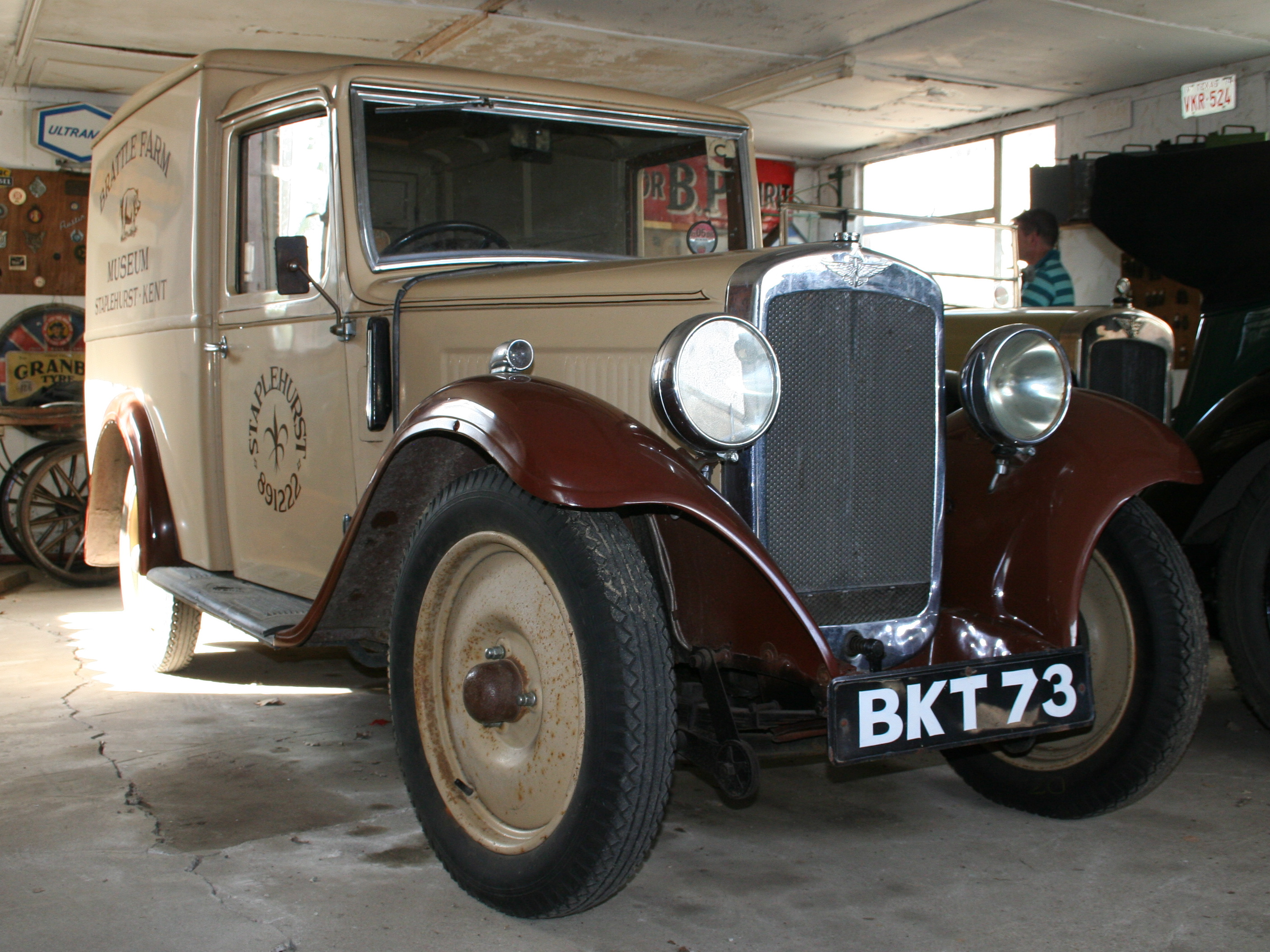
Van
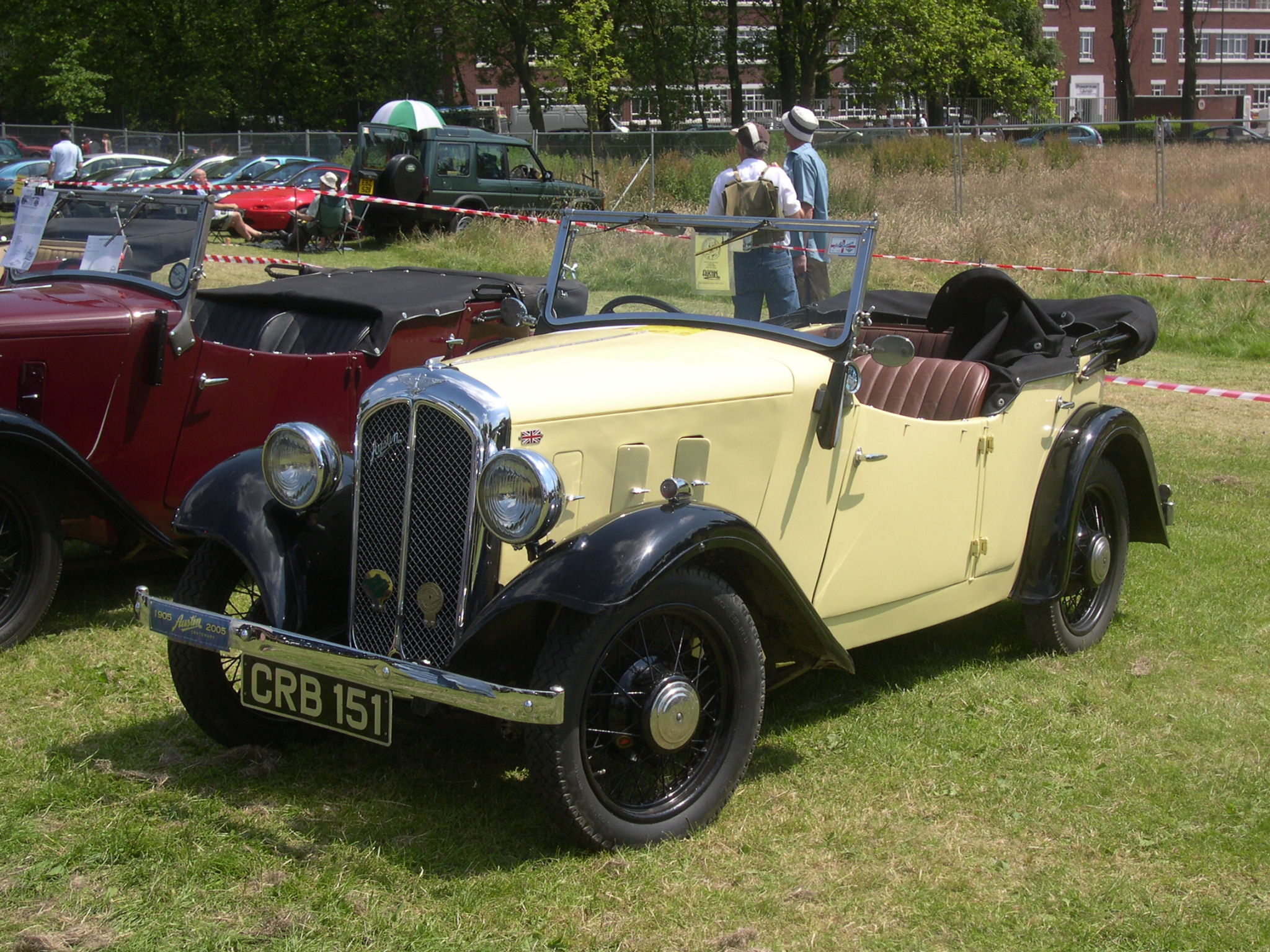
Ripley sports tourer, 1934
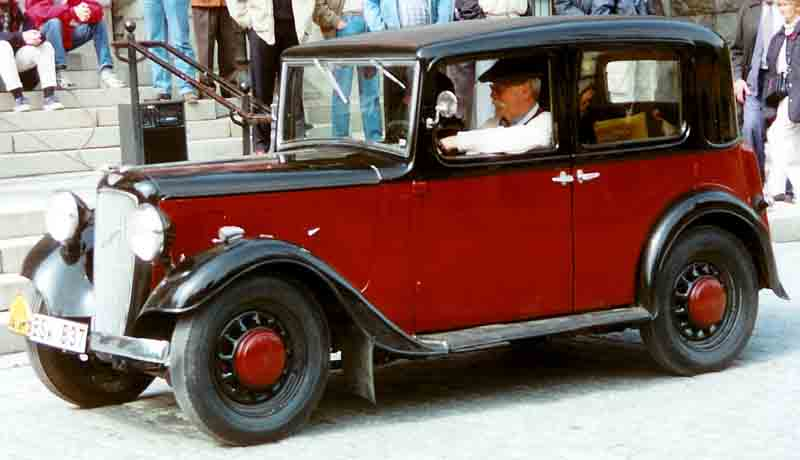
Lichfield Sedã quatro portas 1935
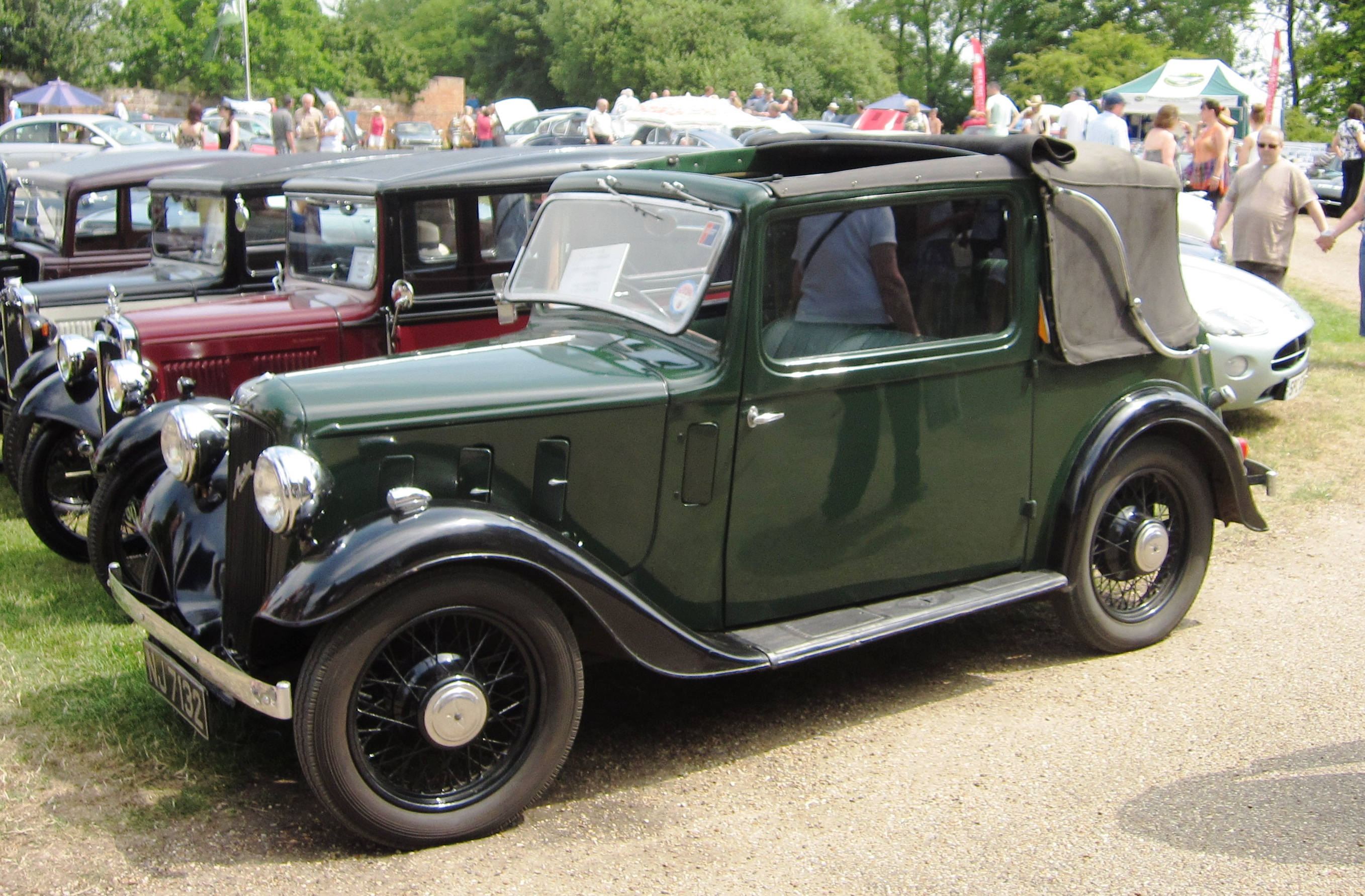
Colwyn cabriolet 1935
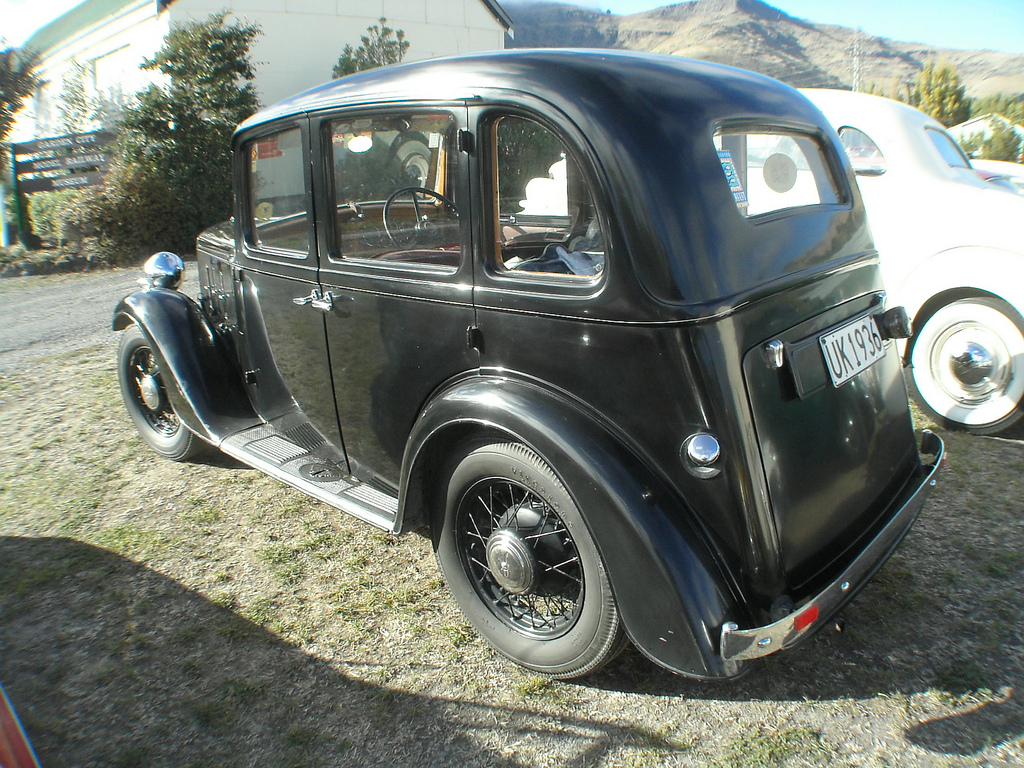
Sherborne 1936
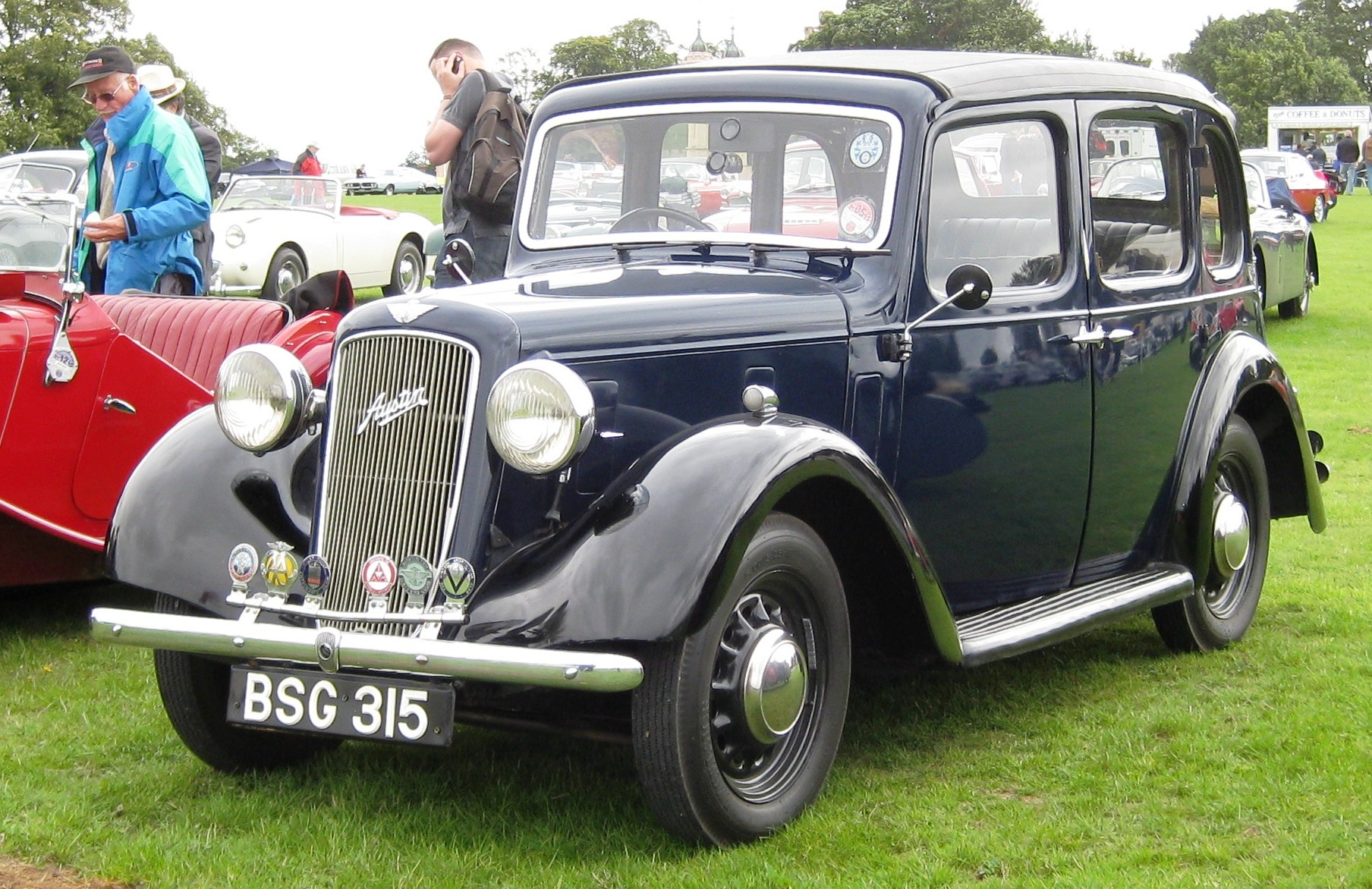
Conway 1937
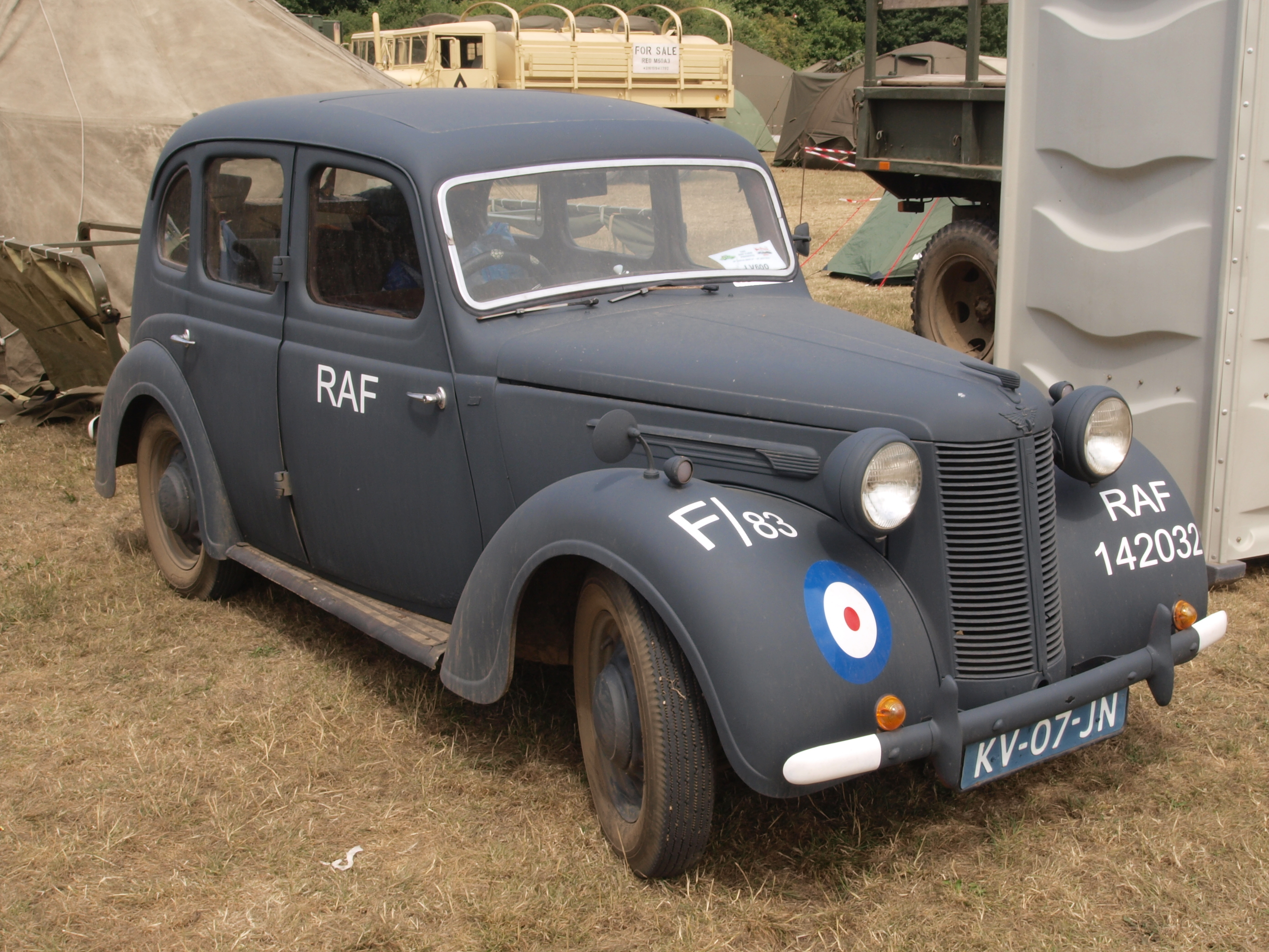
Austin 10 da Força Aérea Real.
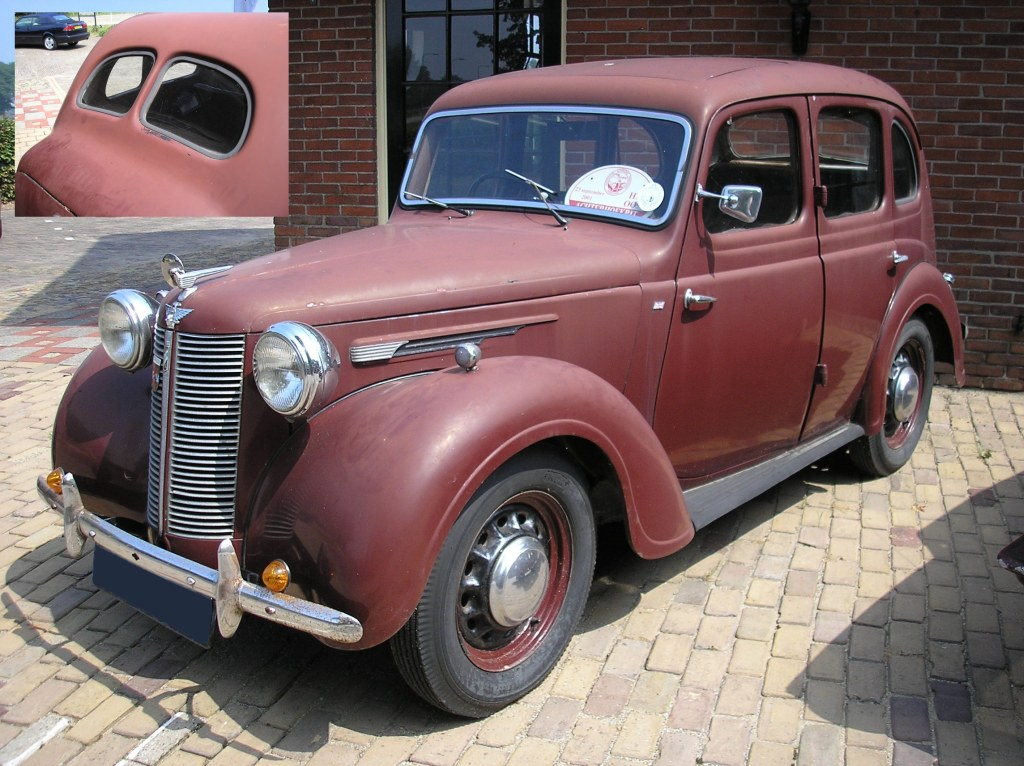
Austin 10 GS 1947